# Touch (manga)
Touch (también conocida como Bateadores) es el nombre de una de las series más conocidas del mangaka Mitsuru Adachi, autor de obras como Short Program, Alegre Juventud o la más reciente Cross Game.
Publicada en Japón durante la década de los años 80 y recopilada en 11 tomos (tankoubon), su éxito llevó a que se realizara una serie de animación de 101 episodios, contando luego con 5 películas de animación y una de imagen real.
El anime comenzó a emitirse en España a principios de los años 90, de la mano de Telecinco, donde la serie llegó a estar programada en el prime time de la época tras el éxito de, entre otras, Campeones.
Teniendo como trasfondo principal el béisbol, la historia narra el triángulo amoroso inicial entre los hermanos Uesugi (Kazuya y Tatsuya) y su vecina Minami Asakura, y la posterior historia de superación y amor entre ellos cuando la muerte cruza trágicamente sus vidas.
Minami (Bárbara) vive al lado de Tatsuya y Kazuya (Carlos y César). Se conocen desde la más tierna infancia, pero ahora que han crecido, empiezan a aflorar los sentimientos. Kazuya, inteligente, responsable y con mucha voluntad, se ha convertido en el lanzador estrella del equipo de béisbol de la Escuela Meisei. Tatsuya, sin embargo, es experto en escaquearse y en hacer el vago. Ambos sienten algo por Mimani, pero... a quién prefiere ella...

## Personajes
Tatsuya (Carlos Alvarado) El personaje principal. El mayor de los gemelos Uesugi. Este muchacho es considerado la oveja negra de la familia Uesugi. Se trata de un chico vago, malo en los estudios y profundamente antipático, con un carácter altruista que pasa su vida viendo la tele y durmiendo, aunque la muerte de su hermano gemelo, Kazuya, le hará replantearse la vida e intentar ocupar su lugar. En realidad se trata de un hombre con una extraordinaria fortaleza física, hasta el punto de que llegó a practicar boxeo y natación. Como pitcher del Meisei tiene enormes problemas para dirigir correctamente sus lanzamientos, a pesar de que éstos poseen la que es, posiblemente, la mayor velocidad del campeonato de institutos. Algo que unido a la rapidez con la que aprende y del instinto que demuestra, han hecho que sea considerado la reencarnación de su gemelo. Naturalmente atlético, deja que su hermano progrese más allá de él en el béisbol y así el Meisei ganará el Koshien para poder cumplir su sueño de la infancia. Al igual que Kazuya, ama a Minami Asakura pero le cuesta demostrarlo, la chica de al lado y su amiga de la infancia. Sin embargo, en el campo del amor, también él se lo cede a Kazuya, diciéndole a todos que ellos están destinados a pesar de su corazón roto. Tras la muerte de Kazuya, se une al club de béisbol como su lanzador estrella. Evoluciona de ser el gemelo torpe, perezoso, y sin éxito entre las chicas (a pesar de sus intentos de hacerse pasar por su hermano) a superar las expectativas de todos, incluso las suyas propias.
Kazuya (César Alvarado) El más joven de los gemelos Uesugi. Concentra en sí mismo todas las virtudes exigibles a un hombre. Se trata de un atleta formidable, un estudiante ejemplar y un auténtico ídolo de quinceañeras en el Meisei, aunque para él la única mujer que exista sea Minami. Trabaja seria y duramente, es todo lo contrario que su hermano mayor. Es el chico más guapo del instituto, muy bueno en los estudios y aún más en los deportes es el favorito de sus padres, que a pesar de su corta edad, conspiran para casarlo con Minami. Es una estrella del béisbol, por lo que todas las chicas van tras él, lo que irrita a Tatsuya. Aunque no es tan naturalmente atlético como Tatsuya, Kazuya ha trabajando duro para perfeccionar sus habilidades desde una edad temprana. Al igual que su hermano, Kazuya está enamorado de Minami. Él sospecha desde el principio que Minami está enamorada de Tatsuya, pero se niega a renunciar a ella. Muere atropellado antes de la final clasificatoria para el Koshien.
Minami (Bárbara Ochoa), vecina y amiga de la infancia de los gemelos, es una de las adolescentes más deseadas del instituto, buena en los estudios y en el deporte, muy activa ya que tiene que ayudar a su padre en las tareas de la casa y en la cafetería de la familia desde que su madre murió. Aunque su padre viudo y el señor y la señora Uesugi a menudo emparejan a Minami y Kazuya y quieren que se casen, su corazón pertenece a Tatsuya. A pesar de eso, ella está siempre con Kazuya y le apoya de forma activa en el camino hacia el Koshien, lo que hace que todo el mundo piense que Minami está realmente enamorada de Kazuya, el lanzador estrella. Como Tatsuya, ella también es un talento natural en los deportes. Como favor a sus compañeras de instituto, entra en el equipo de gimnasia rítmica convirtiéndose en una estrella alargando así su estancia en el equipo y convirtiéndose en el objeto de deseo de todos los chicos, lo que provoca cada vez más celos en Tatsuya. Siempre al lado de Kazuya y Tatsuya, comparte su mayor sueño: ir al campeonato nacional de béisbol de institutos, torneo celebrado anualmente en el estadio Koshien.
Shingo Uesugi (Sr Alvarado ); Haruko Uesugi (Sra Alvarado) Son los padres de Tatsuya y Kazuya. Siempre les encuentran flirteando y bromeando a pesar de la presencia de los chicos. El Sr. Uesugi a veces se pone serio, por lo general al decir que se vayan Tatsuya y Kazuya pero pronto vuelve a molestar a su esposa. La Sra. Uesugi siempre está sonriendo, a veces riéndose detrás, a escondidas. Ellos viven una vida muy despreocupada, a menudo a costa de sus hijos.
Punch(Punch) Punch es el perro de la familia Uesugi es de raza samoyedo. Siembre a la gresca con Tatsuya intentando fastidiarlo, pero es al que más cariño demuestra. Más andelante cuidará de sus hijos Tip y Top que se quedan sin madre después de que los dueños de esta se muden y se la lleven consigo.
Toshio Asakura (Sr Ochoa) Padre y dueño de la cafetería Minami Kaze ( "Viento del Sur / Sur" ) Es viudo, su esposa murió cuando Minami era muy pequeña. A pesar de eso, él mantiene una actitud optimista, positiva, especialmente al ver a Minami y Kazuya juntos, con la esperanza de que pronto se casen. Durante los días de partido, iba a ver al equipo del Meisei en el estadio o en la televisión de la cafetería si el partido era televisado. El Sr. Asakura también es un jugador de béisbol ocasionalmente.
Shōhei Harada(Jorge Harada ), En los primeros capítulos censurado. Se hace amigo de Carlos y parece que es el único capaz de comprender totalmente los sentimientos del trío protagonista. Miembro destacado del equipo de boxeo, Harada es un alumno muy grandote de apariencia intimidante en el Meisei. El grandullón de la escuela Meisei, aficionado a los zuecos japoneses y estrella indiscutible del boxeo, reclutará a Tatsuya para el club con la intención de evitar que este quede completamente a la sombra de su hermano en su pugna por el corazón de Minami. Su aspecto físico es engañoso, porque se trata en realidad de un hombre con una enorme capacidad para el análisis y todo un guía espiritual tanto para Asakura como para los Uesugi, aunque tenga como defecto el tener que acudir varias veces al hospital aquejado de las más rocambolescas dolencias. A pesar de su apariencia y actitud áspera, Harada frecuentemente da buenos consejos a Tatsuya sobre diversas cuestiones demostrando que realmente se preocupa por su bienestar.
Kōtarō Matsudaira (Darío Olariza) : Mejor amigo de Kazuya y Catcher del equipo Meisei. Al principio se lleva a matar con Tatsuya, pero termina por llevarse bien con él. Sufre mucho la pérdida de Kazuya y se encargará durante buena parte de la serie de recordarnos al antiguo Pitcher estrella. Es el capitán del Meisei tras la marcha de Kuroki.
Akio Nitta (Mario Rios): El bateador estrella del Sumiko, el equipo subcampeón del Koshien. Antiguo pandillero y motero confeso, que su vida cambió cuando Kazuya lo eliminó en un partido de béisbol. Desde entonces fijó como su única meta en la vida la de mejorar como bateador para poder derrotar al hombre que lo humilló. Finalmente se convierte en la estrella del equipo Sumi, ganándose inmediatamente fama y nombre por todo su país debido a la potencia y precisión de su bateo, que evoluciona especialmente a partir de la sexta entrada, siendo un especialista en Home runs así como un formidable tercera base. Inicialmente le pedirá a Tatsuya que se convierta en su hermano para disfrutar de su revancha, aunque luego será el primer interesado en que este sea él mismo y no una mera copia de su hermano fallecido, como hasta entonces. Akio vive seriamente dedicado al béisbol cuando jugó contra Kazuya en la escuela media. Él es un enamorado de Minami.
Yuka Nitta (Carla Rios): Hermana pequeña de Akio, conocerá a Tatsuya por casualidad, desarrollando inicialmente hacia él un fuerte sentimiento de enemistad que irá sin embargo transformándose en amor a raíz de que este la salvase después de que cayese a un río. Tal es así que terminará por cambiarse de instituto para matricularse en el Meisei, de cuyo equipo de béisbol se encargará como utillera. Según ella, dicho movimiento esconde en realidad la intención de ser una espía para el Sumi, pero lo cierto es que lo único que quiere es hacerse con el corazón de su pitcher. Es muy buena en la observación y el análisis de los partidos de béisbol.
Isami Nishimura (Roberto Valdemoro) Es el pitcher, capitán y la estrella del equipo Seinan. Una vez incorporado Tatsuya a la disciplina deportiva, este se convierte en su primer gran rival a batir debido no solo a la posición que comparten, sino también a sus diferentes estilos a la hora de lanzar, ya que mientras Uesugi es un as de las bolas rectas, Nishimura es un especialista en las curvas. Sus otras dos grandes pasiones son montar en bicicleta, vehículo que utiliza para ir a cualquier parte, y Minami, de la que se enamoró profundamente tras leer un reportaje sobre ella en una revista, siendo ésta ya una gimnasta. Sin embargo adolece de un grave defecto como es el de que sus lanzamientos comienzan a perder fuerza a partir de la segunda parte del partido. Un lanzador vanidoso que sobreestima su valía en la historia, pero no se considera una amenaza para ninguno de los personajes principales. Considera a Akio Nitta su único rival.
Nakao Kashiwaba (Claudio Fridal) Con un pasado tan oscuro como las gafas de sol con las que oculta su rostro, su hermano mayor, Eichiro, era la estrella y capitán del Meisei hasta que sufrió un accidente en moto. Para evitar que su vida acabase destruida lo convenció para que este lo culpase a él del accidente, aunque su gesto de generosidad se convertiría en su perdición ya que sus compañeros empezaron a acosarlo y a convertir su vida en un infierno acusándolo de delincuente. Ya como adulto, convertido en un auténtico monstruo, es contratado como sustituto de Nishio para entrenar a su antiguo equipo. Un trabajo que solo aceptó para destruirlo y hacer que sus enemigos se avergonzasen del juego del instituto en el que jugaron. Es un apasionado de la cerveza y entrena siempre acompañado de una espada de kendo con la que golpea a los jugadores, aunque su principal preocupación se centra en un problema ocular que le está dejando ciego. Da una paliza a Tatsuya, quien vuelve al equipo siendo mejor jugador. Gracias a él, todo el equipo trabaja mucho más duro, pero no disfrutan jugando, haciendo que muchos dejaran el equipo.
Shigenori Nishio El entrañable y querido entrenador del Meisei es un verdadero veterano a la hora de llevar el equipo de béisbol del instituto, así como uno de los hombres más respetados por sus jugadores que puedan encontrarse en la liga regional. Tiene un enorme sentido de la estrategia, pero adolece de un excesivo paternalismo que le impide apartar el grano de la paja. Un defecto que ha hecho que a pesar de sus méritos nunca haya sido capaz de llegar al Koshien. Posteriormente, en el último año, sufrirá una fuerte fatiga que hará que deje la dirección de sus muchachos. Él enferma y debe permanecer en el hospital muchos meses. Se asigna un entrenador interino, Eijiro Kashiwaba, para ocupar su puesto. Le conocen como un "hombre amable, gentil que ama el béisbol desde el fondo de su corazón." Los jugadores se encuentran, sin embargo, con que Kashiwaba no es así en absoluto, muy a su pesar. El Entrenador Nishio vuelve mucho más tarde, después de casi una temporada completa.
Sachiko Nishio (Carolina) Hija del entrañable entrenador Shigenori, desde que tenía la edad necesaria para entrar en el mundo del deporte, esta mujer ha acompañado a su padre como utillera del Meisei, un club por el cual lo ha dado todo y del que no se quiere ir sin antes llevarlo al Koshien. Será también la primera en apostar por Minami como una hipotética sustituta, aunque no dudará en convencerla más tarde de que abandone, para así poderse dedicar por entero a la gimnasia rítmica. Es la novia del excapitán y pitcher estrella del Meisei, Kuroki, aunque ambos intentan llevarlo con discreción, ocultándolo a la vista del resto. Tanto ella como él ven potencial talento en el hermano mayor de Kazuya, Tatsuya, y tratan de reclutarlo para el equipo de béisbol.
Takeshi Kuroki (Luis) Capitán del meisei y su estrella antes de la llegada de los gemelos. Examina a Kazuya, y encuentra los lanzamientos lo suficientemente increíbles para recomendar que se inicie como el as del Meisei el año siguiente. Posteriormente, se traslada a la tercera base. Él y su novia Sachiko, que también pasa a ser el director del equipo, ven el talento en Tatsuya y constantemente tratan de hacer que haga las pruebas para el equipo.
Terashima (Casimiro): La estrella del equipo del Saijou, será el gran rival de Kazuya durante la primera parte de la serie. Su puesto es también de Pitcher, aunque su condición de zurdo y la impresionante velocidad con la que lanza sus rectas lo convierten en un adversario temible, hasta el punto de que sus compañeros, a pesar de la admiración que sienten por él, tienen y reconocen auténtico pánico de batear con él lanzando ante el ridículo que puede hacerles pasar. También destaca como bateador, aunque su auténtica especialidad es el robo de bases, y tomar la primera de éstas después de un “toque de sacrificio".
Takeshi Yoshida (Ricardo Coslada) Estudiante de trasladado al Meisei. Inicialmente idolatra a Tatsuya hasta el punto de tener un perro con el nombre de su ídolo, pero con el tiempo se siente decepcionado porque siente que es mejor lanzador que Tatsuya si se les diese la misma oportunidad. Luego jura ser el enemigo de Tatsuya, y de un joven amable y agradable se convierte en un cascarrabias vengativo y grosero. Intentó que quellos que estaban cerca de Tatsuya desconfiaran de él, creyendo estar ganando su favoritismo, pero estaba completamente equivocado. Él desafió a Tatsuya para ser el pitcher del equipo, pero antes de que comenzara la temporada, tuvo que trasladarse a América del Sur, debido al trabajo de su padre.
Eiichirō Kashiwaba (Raúl Fridal), El hermano de Eijiro, y al que cree contratar el entrenador Nishio en vez de Nakao. Antiguo capitán y estrella del Meisei.

## Argumento
Kazuya y Tatsuya Uesugi son gemelos, pero en su parecido físico empiezan y terminan todas sus similitudes. Mientras el primero es un compendio de todas las virtudes que un hombre pueda acumular en su interior (aplicado, inteligente, sensible, trabajador y extraordinario deportista), el segundo es simplemente un holgazán que pasa los días comiendo, durmiendo y leyendo revistas de contenido erótico sin ninguna ambición la vida. Aunque, conforme vayan creciendo compartirán un nuevo rasgo en común, su pasión por Minami, una amiga de la infancia de la que ambos se encuentran profundamente enamorados.
Tatsuya ha asumido ya su destino de quedar a la sombra de su hermano, que además es la rutilante estrella del equipo de baseball del Meisei, así como uno de los pitchers más prometedores de Japón. Incluso parece claro que Kazuya va a hacerse con el corazón de su amada cuando cumpla la promesa que le ha hecho de ganar los campeonatos regionales para llevarla junto a él al Koshien, el estadio donde se disputa el torneo nacional. Pero la fatalidad querrá que justo antes de cumplir este compromiso, muera en un accidente de tráfico.
El Uesugi superviviente pasa de pronto a un primer plano que le queda grande. Un atropello lo salvó de una vida insustancial y carente de sentido, pero la sombra de su gemelo, al que por un lado quería y por otro envidiaba, es demasiado fuerte para alguien como él. Fuere como fuere, el vacío que siente en su corazón le llevará a coger su relevo como pitcher del equipo e intentar así consumar aquel sueño dorado que dejó sin consumar: el de competir en uno de los estadios más míticos del Imperio del Sol Naciente. Aunque conforme va pasando el tiempo, se da cuenta de que no será tan fácil ser feliz al lado de Minami como muchos otros piensan ya que el fantasma de Kazuya se interpone constantemente entre ellos.

### Manga
La serie se recogió en 26 tankōbon volúmenes. Se ha reeditado en 11 volúmenes wideban, 14 volúmenes bunkoban, y luego de nuevo en 17 "edición perfecta" volúmenes en el tamaño original de la revista con inserciones de color.
tankōbonSerie Original
- Volumen 1, November 1981, ISBN 4-09-120651-4
- Volumen 2, March 1982, ISBN 4-09-120652-2
- Volumen 3, June 1982, ISBN 4-09-120653-0
- Volumen 4, October 1982, ISBN 4-09-120654-9
- Volumen 5, January 1983, ISBN 4-09-120655-7
- Volumen 6, March 1983, ISBN 4-09-120656-5
- Volumen 7, June 1983, ISBN 4-09-120657-3
- Volumen 8, October 1983, ISBN 4-09-120658-1
- Volumen 9, November 1983, ISBN 4-09-120659-X
- Volumen 10, May 1984, ISBN 4-09-120660-3
- Volumen 11, June 1984, ISBN 4-09-121131-3
- Volumen 12, September 1984, ISBN 4-09-121132-1
- Volumen 13, November 1984, ISBN 4-09-121133-X
- VolumeN 14, November 1984, ISBN 4-09-121134-8
- Volumen 15, January 1985, ISBN 4-09-121133-X
- Volumen 16, March 1985, ISBN 4-09-121136-4
- Volumen 17, June 1985, ISBN 4-09-121137-2
- Volumen 18, September 1985, ISBN 4-09-121138-0
- Volumen 19, October 1985, ISBN 4-09-121139-9
- Volumen 20, November 1985, ISBN 4-09-121140-2
- Volumen 21, March 1986, ISBN 4-09-121451-7
- Volumen 22, May 1986, ISBN 4-09-121452-5
- Volumen 23, August 1986, ISBN 4-09-121453-3
- Volumen 24, October 1986, ISBN 4-09-121454-1
- Volumen 25, November 1986, ISBN 4-09-121455-X
- Volumen 26, January 1987, ISBN 4-09-121456-8

Wideban release
- Volumen 1, May 1992, ISBN 4-09-123741-X
- Volumen 2, July 1992, ISBN 4-09-123742-8
- Volumen 3, February 1992, ISBN 4-09-123743-6
- Volumen 4, November 1992, ISBN 4-09-123744-4
- Volumen 5, January 1993, ISBN 4-09-123745-2
- Volumen 6, March 1993, ISBN 4-09-123746-0
- Volumen 7, May 1993, ISBN 4-09-123747-9
- Volumen 8, July 1993, ISBN 4-09-123748-7
- Volumen 9, September 1993, ISBN 4-09-123749-5
- Volumen 10, November 1993, ISBN 4-09-123750-9
- Volumen 11, January 1994, ISBN 4-09-123751-7

Bunkoban release
- Volumen 1, April 1999, ISBN 4-09-193251-7
- Volumen 2, April 1999, ISBN 4-09-193252-5
- Volumen 3, April 1999, ISBN 4-09-193253-3
- Volumen 4, May 1999, ISBN 4-09-193254-1
- Volumen 5, June 1999, ISBN 4-09-193255-X
- Volumen 6, July 1999, ISBN 4-09-193256-8
- Volumen 7, August 1999, ISBN 4-09-193257-6
- Volumen 8, October 1999, ISBN 4-09-193258-4
- Volumen 9, October 1999, ISBN 4-09-193259-2
- Volumen 10, November 1999, ISBN 4-09-193260-6
- Volumen 11, December 1999, ISBN 4-09-193261-4
- Volumen 12, January 2000, ISBN 4-09-193262-2
- Volumen 13, February 2000, ISBN 4-09-193263-0
- Volumen 14, March 2000, ISBN 4-09-193264-9

Kanzenban release
- Volumen 1, June 2005, ISBN 4-09-127841-8
- Volumen 2, June 2005, ISBN 4-09-127842-6
- Volume 3, June 2005, ISBN 4-09-127843-4
- Volumen 4, July 2005, ISBN 4-09-127844-2
- Volumen 5, July 2005, ISBN 4-09-127845-0
- Volumen 6, July 2005, ISBN 4-09-127846-9
- Volumen 7, 8 de agosto de 2005, ISBN 4-09-127847-7
- Volumen 8, 8 de agosto de 2005, ISBN 4-09-127848-5
- Volumen 9, 8 de agosto de 2005, ISBN 4-09-127849-3
- Volumen 10, 2 de septiembre de 2005, ISBN 4-09-127850-7
- Volumen 11, 2 de septiembre de 2005, ISBN 4-09-127861-2
- Volumen 12, 2 de septiembre de 2005, ISBN 4-09-127862-0